# Clube de Futebol Os Belenenses (calcio a 5)
La squadra del Clube Futebol Os Belenenses è la selezione di calcio a 5 dell'omonima società polisportiva portoghese con sede nella città di Lisbona.

## Storia
La squadra disputa la prima divisione del Campeonato Nacional de Futsal.
Nella stagione 2009/2010 il Belenenses è giunto al suo primo storico trofeo nazionale: l'8 maggio ha battuto ai tempi supplementari il Benfica conquistando la Coppa del Portogallo.

## Rosa 2009/2010
| N. |                       | Ruolo | Calciatore     |
| -- | --------------------- | ----- | -------------- |
|    | Portogallo (bandiera) | POR   | Nuno Moita     |
|    | Portogallo (bandiera) | POR   | Marcão         |
|    | Portogallo (bandiera) | POR   | Marco Mateus   |
|    | Portogallo (bandiera) | DIF   | Paulo Henrique |
|    | Portogallo (bandiera) | LAT   | Dura           |
|    | Portogallo (bandiera) | LAT   | Côco           |
|    | Portogallo (bandiera) | LAT   | Nélson         |
|    | Portogallo (bandiera) | LAT   | Paulinho       |

| N. |                       | Ruolo | Calciatore |
| -- | --------------------- | ----- | ---------- |
|    | Portogallo (bandiera) | LAT   | Ângelo     |
|    | Portogallo (bandiera) | LAT   | Marcelinho |
|    | Portogallo (bandiera) | LAT   | Pedro Cary |
|    | Portogallo (bandiera) | LAT   | Jardel     |
|    | Portogallo (bandiera) | PIV   | Vinicius   |
|    | Portogallo (bandiera) | PIV   | Diego      |
|    | Portogallo (bandiera) | PIV   | Calixto    |

## Palmarès
- Taça de Portugal: 1

2009-10